# Bohle Plains
Bohle Plains är en del av en befolkad plats i Australien. Den ligger i kommunen Townsville och delstaten Queensland, omkring 1 100 kilometer nordväst om delstatshuvudstaden Brisbane. Antalet invånare är 2 200.
Runt Bohle Plains är det ganska tätbefolkat, med 149 invånare per kvadratkilometer.. Närmaste större samhälle är Townsville, omkring 13 kilometer nordost om Bohle Plains.
Omgivningarna runt Bohle Plains är huvudsakligen savann. Genomsnittlig årsnederbörd är 1 076 millimeter. Den regnigaste månaden är mars, med i genomsnitt 273 mm nederbörd, och den torraste är september, med 4 mm nederbörd.